# 约翰·保斯托
约翰·若瑟·保斯托（英語：John Joseph Bostock，1992年1月15日—）出生於英格蘭倫敦的蘭貝斯（Lambeth），是一名足球運動員，司職攻擊中場，出身水晶宮青訓系統，效力英甲球會唐卡斯特流浪。

## 生平

### 早年
保斯托出生於南倫敦蘭貝斯（Lambeth），而在鄰近的坎伯韦尔（Camberwell）成長，他就讀於貝克法亞斯（Blackfriars）的倫敦航海學校（London Nautical School），在修讀第七級（Year Seven）時協助校隊贏得南倫敦盃（South London Cup），除足球外，保斯托亦是出色的田徑運動員，保持蘭貝斯110米跨欄學屆紀錄。

### 水晶宮
保斯托年僅7歲時擊退200名對手入選水晶宮青訓學院。保斯托在14歲時獲車路士出價90萬英鎊要求收購被拒。在2007年10月29日代表一隊主場出戰屈福特，後補入替賓·屈臣（Ben Watson）踢了20分鐘，當時年僅15歲另287日，是水晶宮歷來最年輕的上陣球員，亦是繼艾法寧頓、羅利馬及麥納（Neil McNab）後另一名在16歲以下首度出戰職業聯賽的青年球員。
2008年1月保斯托年滿16歲，水晶宮提供職業合約給保斯托希望留下這名新星，保斯托委任哥連·哥頓（Colin Gordon）為經理人與球會商討合約，期間的繼父米克·布朗（Mick Brown）向水晶宮主席西蒙·佐敦（Simon Jordan）三次口頭保證保斯托將會留隊。

### 熱刺
2008年5月保斯托與水晶宮的學徒合約屆滿，熱刺隨即表示有興趣將這名年青球員收歸旗下，5月30日熱刺在官網宣佈成功簽入保斯托，但水晶宮隨即發表聲明否認兩會已達成協議。水晶宮與熱刺就轉會費進行商討，惟未能取得共識，需要由審裁處裁決金額。7月9日審裁處宣判熱刺需要支付70萬英鎊收購保斯托，附加條款按出場次數最終可增加到125萬英鎊，如保斯托成為大國腳，需要加付20萬英鎊，水晶宮可從熱刺將來出售保斯托的盈餘收取15%的紅利。水晶宮主席西蒙·佐敦透露保斯托的繼父米克·布朗只為金錢而將兒子帶到熱刺，兩人雖然同為水晶宮的支持球迷，並已購買2008/09年球季的季票，惟其令人「反胃」的行為，佐敦決定撤銷兩人的季票及退款，塞尔赫斯特公园球场（Selhurst Park）不歡迎父子兩人入場。保斯托其後回應非為金錢而轉會，認為熱刺可為他提供較大的發展空間。
保斯托在熱刺季前熱身賽8-0大勝西班牙地區球隊泰維尼斯（Tavernes）與杜斯山度士一同首次披甲上陣，更助攻給艾朗·連儂先拔頭籌。2008年11月6日保斯托首次正式為熱刺上陣，在2008/09赛季欧洲联盟杯分組賽主場4-0擊敗薩格勒布戴拿模下半場後補入替，使他成為熱刺歷年最年輕的上陣球員，時年16歲另295日，比雅利·迪克（Ally Dick）的舊紀錄僅少6日。
2009年11月13日保斯托獲外借到英甲球會1個月汲取上陣經驗，翌日首度披甲對即包辦兩球，惜在完場前被追平2-2；其後借用獲延長1個月，期間上陣9場聯賽及1場足總盃。
2010年8月6日保斯托被外借到剛降班英冠的侯城一個球季。加盟僅一天後即以正選登場在揭幕戰主場對，上半場23分鐘於30碼外發砲射入首開紀錄，協助球隊2-0旗開得勝，於年底提前結束借用，期間上陣11場射入兩球及領取一面紅牌。
2012年1月30日保斯托再被外借到英甲球會錫周三直到球季結束。

### 國家隊
保斯托於2006年12月首次代表英格蘭U16，迅即獲提升上英格蘭U17，其後更擔任隊長。
保斯托入選在匈牙利舉行的2009年歐洲U-17足球錦標賽第二輪外圍賽，面對葡萄牙、塞爾維亞及主辦國匈牙利，3月25日首場1-0小勝葡萄牙U17，3月27日次場2-1擊敗塞爾維亞U17，而3月30日最後一場2-0淨勝匈牙利U17，保斯托踢足全部比賽，英格蘭U17三戰全勝晉級決賽週。
在德國舉行的2009年歐洲U-17足球錦標賽決賽週，保斯托亦入選英格蘭U17大軍決選名單，擔任隊長改穿8號球衣，英格蘭被編在B組與德國、荷蘭及土耳其同組。2009年5月6日首場1-1賽和荷蘭U-17；但5月9日次場被主辦國的德國U17以4-0技術性擊倒；

## 榮譽
英格蘭 U16
- 勝利盾（Victory Shield）：2006年；

## 外部連結
- 足球数据库：约翰·保斯托的球员统计数据
- 熱刺官網：保斯托統計 （页面存档备份，存于）
- 水晶宮官網：保斯托統計
- ESPN：保斯托簡歷 Archive.today的存檔，存档日期2013-01-03
- 英格蘭足總：U17簡歷 （页面存档备份，存于）